# 파도 (1999년 드라마)
《파도》는 1999년 4월 24일부터 1999년 12월 26일까지 방영된 SBS 주말극장으로, 밝고 건강하게 살아가려는 서민들의 애환을 쉽고 강렬하게 풀어가면서 평범한 인생의 진리와 부모 자식 간의 사랑 이야기에 초점을 맞춘다.

## 줄거리
홀몸으로 삼남매를 기르며 오직 자식들만을 위해 살아온 어머니와 사랑 때문에 어쩔 수 없이 어머니의 기대를 저버릴 수밖에 없는 모자 간의 엇갈리는 애증을 중심으로 한 가족 이야기다.

## 등장 인물
- 이재룡 : 박영준 역
- 이영애 : 나윤숙 역
- 김영애 : 김현숙 역
- 김호진 : 박영노 역
- 신은경 : 최옥점 역
- 이덕화 : 영준, 영노, 영미 삼촌 박두성 역
- 이효춘 : 박노미 역
- 김애경 : 남수 엄마 역
- 이경진 : 영준, 영노, 영미 숙모 역
- 이정길 : 윤현태 역
- 문회원
- 연정훈 : 나윤호
- 하승리 : 고운 역
- 신소미 : 미스 신 역
- 노현희 : 이종희 역
- 김홍표 : 김태경 역
- 권도경
- 편일태
- 이은희
- 송지은
- 조권탁
- 조선주
- 양은용
- 고미영
- 김주혁
- 김미희
- 방경림
- 황정미
- 임현식 : 태경 아버지 역
- 김을동 : 태경 어머니 역
- 정웅인 : 마남수 역
- 왕희지 : 김수정 역
- 임예원 : 박영미 역
- 서혜린 : 최옥경 역
- 송희아 : 희주 역
- 나경미 : 이 선생님 역
- 김영호
- 박인환
- 김응석
- 김혜옥
- 김해숙
- 이혜숙
- 서상익
- 최진홍

## 결방 사유 및 연속 방송
- 1999년 11월 13일 : 59~60회 연속 방송
- 1999년 11월 14일 : 특집 드라마 《아들아 너는 아느냐》 방영으로 결방[1]

## 참고 사항
- 김영애는 《파도》가 연장 방송이 되면서[2] MBC 주말극 《남의 속도 모르고》와 KBS 1TV 일일극 《해뜨고 달뜨고》의 캐스팅 제안을 거절한 바 있었다.
- 작가 김정수가 어려운 세파를 견디며 살아가는 어머니와 자식간의 갈등과 사랑을 포괄할 수 있는 ‘파도’를 가제로 가져오자 당시 담당 PD였던 김한영은 5분 만에 그것으로 제목을[3] 결정하였다.
- 당초 50부작으로 기획되었으나 후속작 준비 미비 뿐 아니라 높은 인기에 힘입어 22부 늘린 72부작으로 막을 내렸으며 이 과정에서 후속으로 기획된 《왕룽 99》는 2000년 1월 1일로 첫 회가 변경된 한편 제목도 《왕룽의 대지》로[4] 변경됐다.
- 2000년 12월 열린 제 13회 한국방송작가상 드라마 부문 후보에 올랐으나 "한 번 작가상을 받은 사람은 다시 받을 수 없다"는 규정으로 최종 후보에서 탈락했다.[5]